# Xysticus bifasciatus
Xysticus bifasciatus es una especie de araña cangrejo del género Xysticus, orden Araneae. Fue descrita científicamente por C. L. Koch en 1837.

## Distribución geográfica
Se distribuye por Europa, Turquía, Cáucaso, Rusia (Europa hasta el sur de Siberia), Kazajistán, Asia central y China.